# Otto Djaya
Otto Djaya (Rangkas Betung, 1916 - Depok, 2002) was een Indonesisch kunstenaar. In 1947 had hij, samen met zijn broer Agus Djaya, als eerste niet-westerse kunstenaar een solotentoonstelling in het Stedelijk Museum van Amsterdam.

## Leven
Otto Djaya werd in 1916 geboren in Rangkas Betung. Hij leerde de tekenkunst bij de kunstenaarsgroep Persagi, die was opgericht door zijn broer Agus Djaya. Tijdens de Japanse bezetting van Indonesië maakte Otto Djaya tekeningen voor het Japanse leger. Samen met zijn broer Agus reisde Otto Djaya van 1947 tot 1950 door Europa. Hij studeerde aan de de Rijksakademie van beeldende kunsten in Amsterdam. In 1947 exposeerde hij met zijn broer als eerste niet-westerse kunstenaar in een solo tentoonstelling in het Stedelijk museum van Amsterdam. Later exposeerden hij en zijn broer onder meer in het Koninklijke Vereniging Indisch Instituut (Wereldmuseum Amsterdam) en het Haagse Gemeentemuseum (Kunstmuseum Den Haag) en in Parijs en Monaco. De Galeri Nasional Indonesia in Jakarta gaf Otto Djaya in 2016 een groot retrospectief. Otto Djaya stierf in 2002 in Depok.
Werk van Otto Djaya is nog steeds te zien in onder meer het Rijksmuseum en het Stedelijk Museum van Amsterdam, waar zijn werk De Strijd uit 1950 binnen de opstelling Yesterday Today te zien is. 

## Stijl
Het werk van Otto Djaya verbond Javaanse tradities en westerse moderne kunst, met name het werk van de Europese expressionisten en Franse modernisten. Otto Djaya schilderde mythologische scènes in een lineaire stijl die beïnvloed werd door het wajang-poppenspel. Hij beeldde, in tegenstelling tot zijn broer, ook talloze revolutionaire strijders af in zijn werk.